# Blackstar (альбом)
Blackstar (название иногда обозначается как ★) — двадцать шестой и последний студийный альбом британского музыканта Дэвида Боуи, выпущенный 8 января 2016 года, на 69-й день рождения певца. Альбом включает в себя семь песен. Одноимённый заглавный трек был выпущен в виде сингла 20 ноября 2015 года. Песня использовалась в качестве заглавной темы к телесериалу «Последние пантеры». 17 декабря 2015 года состоялся релиз сингла «Lazarus», который стал доступен для цифрового скачивания. Мировая премьера сингла состоялась на радиошоу Стива Ламака, вещающего на BBC 6 Music. По описаниям критиков, стилистика альбома варьируется от рок-композиций и индастриала до «соул-баллад, воздушных фолк-песен и даже хип-хопа». Rolling Stone назвал новый диск лучшим шедевром Боуи, созданным со времён 1970-х годов.
Спустя два дня после выпуска альбома Дэвид Боуи скончался от рака.
Альбом получил положительные отзывы музыкальных критиков и уже после смерти музыканта впервые в его карьере дебютировал на первом месте американского хит-парада Billboard 200. В 2017 году альбом стал лауреатом премии «Грэмми» в категории «Лучший альтернативный альбом».
В 2016 году в честь альбома был назван новый для науки вид пауков Bowie blackstar.

## Запись
Запись альбома велась подобно The Next Day в секрете в таких студиях Нью-Йорка, как The Magic Shop и Human Worldwide Studios. Тексты песен и первые демо к Blackstar начали делаться, когда работа над The Next Day уже подходила к концу. Две песни, вошедшие в состав альбома, были выпущены ранее: «Sue (Or in a Season of Crime)» и «’Tis a Pity She Was a Whore» были позднее перезаписаны для Blackstar. В «’Tis a Pity She Was a Whore» партии Боуи на саксофоне были заменены на новые, записанные Донни Маккаслином . Название песни отсылает к трагедии английского драматурга XVII века Джона Форда «’Tis Pity She’s a Whore». Маккаслин и остальная часть джаз-группы вели работу над своей частью музыки в период с января на март 2015 года до тех пор, пока они не узнали об ухудшении здоровья Боуи. Песня «Lazarus» была включена в офф-Бродвей-мюзикл Боуи под тем же названием.

## Музыка
Blackstar сочетает такие музыкальные стили, как авангардный джаз, арт-рок и экспериментальный рок.
По мнению продюсера Тони Висконти, вдохновляющее влияние на альбом оказали американский репер Кендрик Ламар с его диском 2015 года To Pimp a Butterfly (названный журналом Rolling Stone лучшим альбомом 2015 года), а также шотландский электронный дуэт Boards of Canada и калифорнийское экспериментальное хип-хоп трио Death Grips.

## Отзывы критиков
| Совокупная оценка    | Совокупная оценка |
| Источник             | Оценка            |
| -------------------- | ----------------- |
| Metacritic           | 87/100            |
| Оценки критиков      |                   |
| Источник             | Оценка            |
| AllMusic             | [ 27 ]            |
| The A.V. Club        | A–                |
| Entertainment Weekly | A–                |
| The Guardian         | [ 30 ]            |
| The Independent      | [ 31 ]            |
| NME                  | 4/5               |
| Pitchfork Media      | 8.5/10            |
| Q                    | [ 23 ]            |
| Rolling Stone        | [ 34 ]            |
| Spin                 | 7/10              |

К Blackstar музыкальные критики отнеслись с одобрением. На Metacritic альбом имеет 87 баллов из 100 на основе 41 рецензий, что свидетельствует о высокой успешности альбома. Критик Rolling Stone Дэвид Фрике описал альбом, как «рикошет структурной оригинальности и яркой шрапнели в тексте». Энди Гилл из The Independent отнесся к Blackstar, как к «наиболее экстремальному альбому во всей его [Боуи] карьере», а также заявил, что «в Blackstar он значительно отдалился от поп-музыки». Том Дойл, рецензент Q magazine, написал, что «Blackstar — это более чёткое и интригующее заявление, нежели The Next Day». В обзоре от Exclaim! Майкл Ранчич сказал: «[альбом] является определяющим утверждением от кого-то, кто не заинтересован в том, чтобы жить прошлым, но, впервые за всё время, от того, кто ждёт от всех остальных, что его подхватят». В The New York Times альбом был описан «эмоциональным и загадочным, структурированным и непринуждённым, и, главным образом, своевольным, отказывающимся угождать ожиданиям радиостанций или фанатов».
Барри Уолтерс из NPR, рецензировавший альбом на следующий день после смерти Боуи, считает, что альбом «резонирует именно потому, что отдает предпочтение эмоциям, а не смыслу». Уолтерс считает, что альбом «настолько поразителен», потому что он напоминает слушателям, что, хотя Боуи уже давно пережил свои золотые годы, он как будто никогда не покидал их. В заключение рецензии он сказал: «Даже глядя в лицо смерти, [он] отменил свое утверждение на „Station to Station“ столько лет назад: Никогда не поздно быть благодарным». Шон О’Нил, написавший для журнала The A.V. Club, который назвал его лучшим альбомом 2016 года, назвал Blackstar «звуковым авантюрным альбомом, который доказывает, что Боуи всегда был на шаг впереди — там, где он теперь останется навечно». Сандра Спероунс из Edmonton Journal заявила, что Боуи остался верен художественному высказыванию: «Художник должен быть готов принять неудачу как один из шагов к развитию того, что он делает. Вы должны быть способны потерпеть неудачу, чтобы принять её — иначе вы никуда не продвинетесь». В альбоме Blackstar он оставался верен этому художественному заявлению до тех пор, пока его тело не отказало. Мы должны принять это — Starman возвращается в небеса. Мы не можем выразить вам свою благодарность за все ваши дары".
Также альбом был включён в альманах 1001 Albums You Must Hear Before You Die.

### Итоговые списки
В январе 2025 года альбом занял 24-е место в списке The 250 Greatest Albums of the 21st Century So Far.
| Публикация           | Список                                | Год  | Ранг | Ссылка |
| -------------------- | ------------------------------------- | ---- | ---- | ------ |
| The A.V. Club        | 20 Best Albums of 2016                | 2016 | 1    | [ 42 ] |
| Chicago Tribune      | Top Albums of 2016                    | 2016 | 10   | [ 43 ] |
| Consequence of Sound | Top 50 Albums of 2016                 | 2016 | 3    | [ 44 ] |
| The Independent      | Best Albums of 2016                   | 2016 | 17   | [ 45 ] |
| Mojo                 | The Best of 2016                      | 2016 | 1    | [ 46 ] |
| The New York Times   | The Best Albums of 2016               | 2016 | 2    | [ 47 ] |
| Newsweek             | Best Albums of 2016                   | 2016 | 1    | [ 48 ] |
| NME                  | NME’s Albums of the Year 2016         | 2016 | 6    | [ 49 ] |
| Paste                | 50 Best Albums of 2016                | 2016 | 1    | [ 50 ] |
| Pitchfork            | The 50 Best Albums of 2016            | 2016 | 4    | [ 51 ] |
| Q                    | Q’s Top 50 Albums of the Year 2016    | 2016 | 1    | [ 52 ] |
| Rolling Stone        | 50 Best Albums of 2016                | 2016 | 2    | [ 53 ] |
| Rolling Stone        | Readers' Poll: 10 Best Albums of 2016 | 2016 | 1    | [ 54 ] |
| The Skinny           | Top 50 Albums of 2016                 | 2016 | 7    | [ 55 ] |
| Stereogum            | The 50 Best Albums of 2016            | 2016 | 5    | [ 56 ] |
| Uncut                | Top 75 Best Albums of 2016            | 2016 | 1    | [ 57 ] |
| Variance Magazine    | 50 Best Albums of 2016                | 2016 | 2    | [ 58 ] |
| The Village Voice    | Pazz & Jop Music Critics' Poll        | 2016 | 1    | [ 59 ] |
| The Wire             | Top 50 Releases of 2016               | 2016 | 2    | [ 60 ] |

## Обложка
Художественное оформление обложки альбома Blackstar было разработано британским художником-дизайнером Джонатаном Барнбруком, который ранее также создал графический дизайн для таких последних альбомов Боуи как Heathen (2002), Reality (2003), The Next Day (2013).
Крышка CD украшена большой чёрной звездой на простом белом фоне, в сочетании с шестью звёздными сегментами ниже главной звезды, формирующими в виде стилизованных букв слово «B O W I E».
Обложка для издания на виниле создана на чёрном фоне, со звездой в вырезанном секторе, демонстрирующей под ней полностью чёрную этикетку виниловой пластинки. Как отметили обозреватели, в кодировке Unicode символ чёрной звезды (★) имеет номер U+2605, то есть совпадает с датой 26 мая — днём рождения Мика Ронсона, бывшего гитариста Боуи, игравшей в его группе The Spiders from Mars и умершего в 1993 году, также как и сам Дэвид, от рака. Кроме того, симптом, обозначаемый как «поражение чёрная звезда (black star lesion)», наблюдается внутри груди и используется медицинскими работниками в качестве доказательства развития некоторых форм рака.
Поклонники музыканта выявили несколько скрытых изображений в оформлении обложки. Например, если отражать пластинкой свет, то сторона «А» высвечивает птицу в полете. Сторона «Б» — космический корабль. Если подставить альбом под лампу ультрафиолетового света, то звезда на обложке начинает сиять люминесцентным синим цветом. А в лучах солнца внутри изображения проявляются скопления галактик. Кроме того, несколько цветных 3D-изображений имеет буклет обложки винилового издания альбома. Для того, чтобы их обнаружить, нужно поднести буклет на расстоянии 10 сантиметров от стены в темном помещении и просветить картинки (звезды, мужчину и женщину, надпись «Лазарь») фонариком. По словам дизайнера альбома, Джонатана Барнбука, «на альбоме изображено несколько черных звёзд, и каждая символизирует что-то определённое». Он подчеркнул, что пластинка скрывает ещё множество секретов.

## Список композиций
| №  | Название                        | Длительность |
| -- | ------------------------------- | ------------ |
| 1. | «Blackstar»                     | 9:57         |
| 2. | «Tis a Pity She Was a Whore»    | 4:52         |
| 3. | «Lazarus»                       | 6:22         |
| 4. | «Sue (Or in a Season of Crime)» | 4:40         |
| 5. | «Girl Loves Me»                 | 4:51         |
| 6. | «Dollar Days»                   | 4:44         |
| 7. | «I Can’t Give Everything Away»  | 5:47         |

| №  | Название            | Длительность |
| -- | ------------------- | ------------ |
| 8. | «Blackstar» (видео) | 9:59         |

## Участники записи
Сведения взяты из буклета альбома
- Дэвид Боуи — вокал, акустическая гитара, микширование, продюсирование, струнные аранжировки
- Тим Лефевр — бас
- Марк Гулиана[англ.] — ударные, перкуссия
- Кевин Киллен[англ.] — звукорежиссёр
- Эрвин Тонкон — ассистент звукорежиссёра
- Джо Висциано — ассистент звукорежиссёра
- Кабир Хернон — ассистент звукорежиссёра
- Донни Маккаслин[англ.] — флейта, саксофон, деревянные духовые инструменты
- Бен Мондер[англ.] — гитара
- Джейсон Линднер[англ.] — фортепиано, орган, клавишные
- Джо Лапорта[англ.] — мастеринг
- Том Элмхирст — микширование
- Тони Висконти — продюсирование, струнные, звукорежиссёр, микширование
- Джеймс Мерфи — перкуссия в двух треках[1]

## Чарты и сертификации
Blackstar дебютировал на первом месте американского хит-парада Billboard 200 с тиражом 181 000 копий. В Великобритании тираж в первую неделю составил более 146 000 копий. В течение нескольких дней после релиза альбома сети розничной торговли Amazon.com временно распродали оба физических формата издания альбома: и лазерные диски (CD), и виниловые пластинки (LP).
В неделю с 11 по 17 января альбом Blackstar находился на первом месте среди наиболее часто скачиваемых дисков в 25 национальных хит-парадах системы продаж iTunes.
| Чарт (2016)                            | Высшая позиция |
| -------------------------------------- | -------------- |
| Австралия (ARIA)                       | 1              |
| Австрия (Ö3 Austria)                   | 1              |
| Бельгия (Ultratop Flanders)            | 1              |
| Бельгия (Ultratop Wallonia)            | 1              |
| Канада (Canadian Albums Chart)         | 1              |
| Хорватия (IFPI)                        | 1              |
| Чехия (IFPI Czech Republic)            | 1              |
| Дания (Hitlisten)                      | 1              |
| Нидерланды (MegaCharts)                | 1              |
| Финляндия (Suomen virallinen lista)    | 1              |
| Франция (SNEP)                         | 1              |
| Германия (Offizielle Top 100)          | 1              |
| Греция (IFPI Greece)                   | 2              |
| Венгрия (MAHASZ)                       | 4              |
| Ирландия (IRMA)                        | 1              |
| Италия (FIMI)                          | 1              |
| Япония (Oricon)                        | 5              |
| Мексика (AMPROFON)                     | 2              |
| Новая Зеландия (RMNZ)                  | 1              |
| Норвегия (VG-lista)                    | 1              |
| Польша (ZPAV)                          | 1              |
| Португалия (AFP)                       | 1              |
| Шотландия (Scottish Albums Chart)      | 1              |
| Республика Корея (Gaon)                | 29             |
| Республика Корея (International, Gaon) | 2              |
| Испания (PROMUSICAE)                   | 1              |
| Швеция (Sverigetopplistan)             | 1              |
| Швейцария (Schweizer Hitparade)        | 1              |
| Китайская Республика (Five Music)      | 2              |
| Великобритания (UK Albums Chart)       | 1              |
| США (Billboard 200)                    | 1              |
| США (Billboard Digital Albums)         | 1              |
| США (Billboard Top Alternative Albums) | 1              |
| США (Billboard Top Rock Albums)        | 1              |
| США (Billboard Top Tastemaker Albums)  | 1              |

| Чарт (2016)                      | Высшая позиция |
| -------------------------------- | -------------- |
| Argentine Monthly Albums (CAPIF) | 2              |

| Чарт (2016)                              | Позиция |
| ---------------------------------------- | ------- |
| Australian Albums (ARIA)                 | 8       |
| Austrian Albums (Ö3 Austria)             | 6       |
| Belgian Albums (Ultratop Flanders)       | 3       |
| Belgian Albums (Ultratop Wallonia)       | 9       |
| Canadian Albums (Billboard)              | 37      |
| Danish Albums (Hitlisten)                | 17      |
| Dutch Albums (MegaCharts)                | 7       |
| French Albums (SNEP)                     | 27      |
| German Albums (Offizielle Top 100)       | 17      |
| Hungarian Albums (MAHASZ)                | 65      |
| Italian Albums (FIMI)                    | 16      |
| Japanese Albums (Oricon)                 | 78      |
| Mexican Albums (AMPROFON)                | 94      |
| New Zealand Albums (RMNZ)                | 6       |
| Polish Albums (ZPAV)                     | 40      |
| South Korean Albums International (Gaon) | 39      |
| Spanish Albums (PROMUSICAE)              | 23      |
| Swedish Albums Chart                     | 20      |
| Swiss Albums (Schweizer Hitparade)       | 6       |
| UK Albums (OCC)                          | 6       |
| US Billboard 200                         | 64      |
| US Billboard Top Rock Albums             | 4       |
| Worldwide Albums (IFPI)                  | 5       |

| Chart (2010—2019)     | Position |
| --------------------- | -------- |
| UK Vinyl Albums (OCC) | 15       |

## Сертификации
| Регион | Сертификация | Продажи   |
| --- | ------------ | --------- |
| Австралия (ARIA) | Платиновый   | 70 000^   |
| Австрия (IFPI Austria) | Платиновый   | 15 000*   |
| Бельгия (BEA) | Платиновый   | 30 000*   |
| Канада (Music Canada) | Платиновый   | 80 000^   |
| Дания (IFPI Danmark) | Платиновый   | 20 000    |
| Франция (SNEP) | Платиновый   | 100 000   |
| Германия (BVMI) | Золотой      | 100 000   |
| Италия (FIMI) | Платиновый   | 50 000*   |
| Нидерланды (NVPI) | Платиновый   | 40 000    |
| Новая Зеландия (RMNZ) | Золотой      | 7500^     |
| Польша (ZPAV) | Платиновый   | 20 000    |
| Португалия (AFP) | Золотой      | 7500^     |
| Испания (PROMUSICAE) | Золотой      | 20 000    |
| Швеция (GLF) | Золотой      | 20 000    |
| Швейцария (IFPI Switzerland) | Платиновый   | 20 000    |
| Великобритания (BPI) | Платиновый   | 446,000   |
| США (RIAA) | Золотой      | 500 000   |
| Итого |              |           |
| Мир | —            | 1,900,000 |
| * Данные о продажах приведены только на основе сертификации. · ^ Данные о тиражах приведены только на основе сертификации. · Данные о продажах + прослушиваниях приведены только на основе сертификации. |              |           |

## История релиза
| Страна         | Дата          | Формат(ы)                     | Лейбл        | Ссылки                  |
| -------------- | ------------- | ----------------------------- | ------------ | ----------------------- |
| Европа         | 8 январь 2016 | CD цифровая дистрибуция винил | ISO Sony     | [ 140 ]                 |
| Великобритания | 8 январь 2016 | CD цифровая дистрибуция винил | ISO RCA      | [ 141 ] [ 142 ] [ 143 ] |
| США            | 8 январь 2016 | CD цифровая дистрибуция винил | ISO Columbia | [ 66 ] [ 144 ] [ 145 ]  |